# Мерцедес-Бенц SLS AMG
„Мерцедес-Бенц SLS AMG“ (Mercedes-Benz SLS AMG) е модел спортни автомобили на германската марка „Мерцедес-Бенц“, произвеждан през 2010 – 2014 година.
Това е първият модел, изцяло разработен от подразделението на „Мерцедес-Бенц“ „А Ем Ге“ и трябва да замени модела „Мерцедес-Бенц SLR Макларън“. Той е представян и като духовен наследник на „Мерцедес-Бенц 300SL Гълуинг“ от 50-те години на XX век.
Автомобилът е представен за пръв път през 2009 г. на Автосалона във Франкфурт. Продажбите започват през средата на 2010 г. с предложена цена от производител €177 310 (с включени данъци) и с цена от малко по-малко от $200 000 в САЩ от средата на 2011 г.
През 2014 година е заменен с нов модел, предлаган от новата марка „Мерцедес-А Ем Ге“ – „Мерцедес-А Ем Ге GT“.

## Спецификации

### Физически дименсии
- Междуосие: 2680 mm
- Дължина: 4638 mm
- Ширина: 1939 mm
- Височина: 1262 mm
- Джанти: 240 mm × 19" (отпред), 270 mm × 20" (отзад), от кован алуминий
- Гуми: 265/35 R 19 (отпред), 295/30 R 20 (отзад)
- Собствено тегло: 1620 kg
- Съотношение мощност към тегло: 348 к.с./тон
- Съотношение тегло към мощност: 2.7 кг/к.с.

### Двигател
- M 159, V8 Четиритактов двигател с водно охлаждане и ъгъл между банките с цилиндри 90°.
- Четири клапана/цилиндър, DOHC
- Кован и балансиран колянов вал
- Ковани бутала
- Два 74 mm дросела
- Bosch ME 9.7 ECU, електронна горивна инжекция
- Тръбни стоманени изходни тръби
- Диаметър x ход: 102.2 mm × 94.6 mm
- Обем на двигателя: 6.20799 L
- Power: 571 к.с. при 6800 об/м.
- Мощност на литър: 92 к.с.
- Въртящ момент: 650 Nm при 4750 об/м
- Въртящ момент на литър: 104.7 Nm
- Максимални обороти. 7200 об/м
- Смазване на двигателя: Сух картер
- Тегло: 206 кг.
- Всеки двигател се сглобява от един човек във фабриката на AMG и има плака върху двигателя, подписана от работника.